# Nyhavn

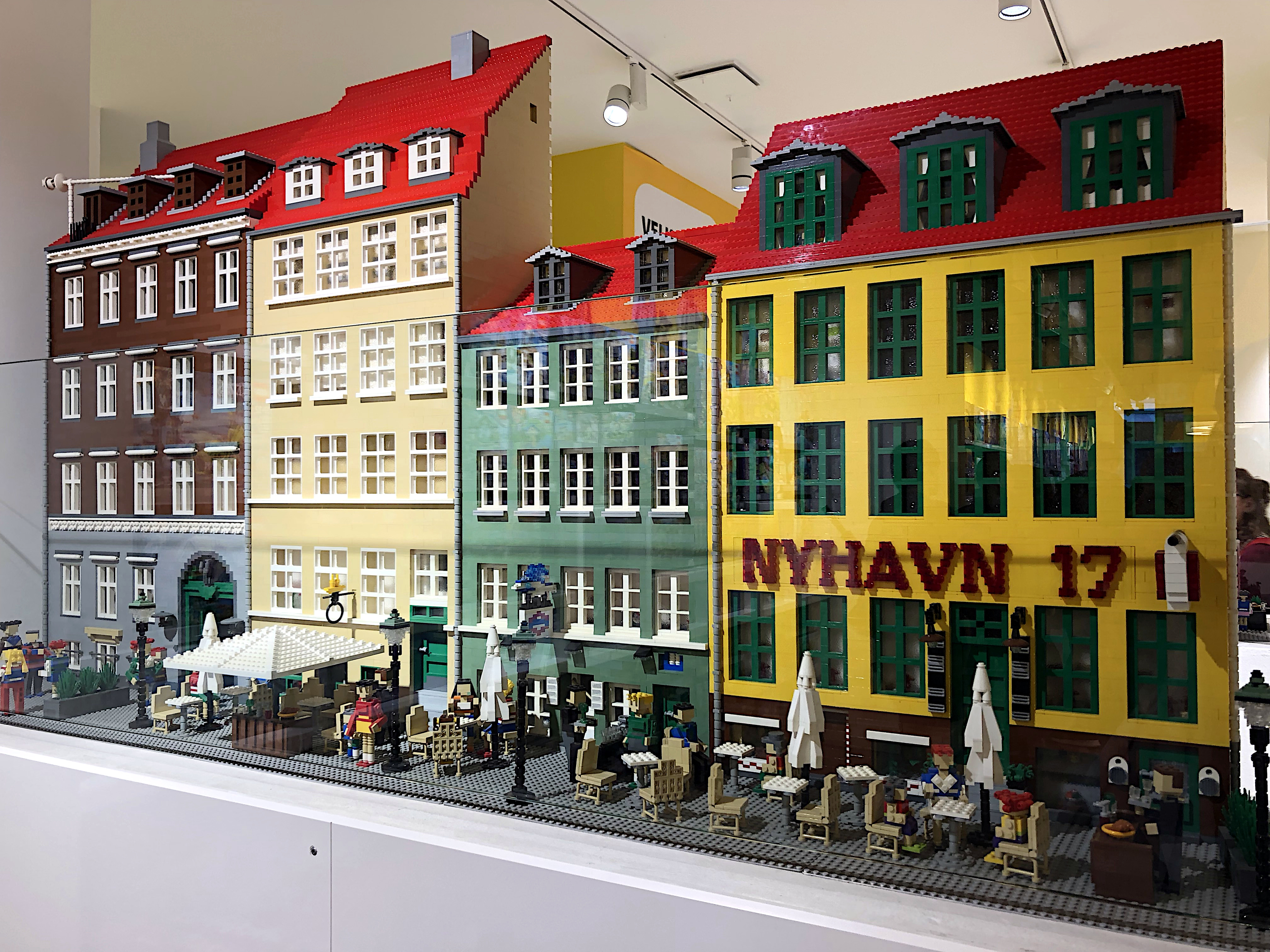
Model ulicy z klocków LEGO

Nyhavn (dosłownie: Nowy Port) – kanał i ulica w centrum Kopenhagi, położona między Kongens Nytorv a przystanią. Fasady domów pomalowane są charakterystycznymi jaskrawymi kolorami. Ulica jest ważną atrakcją turystyczną.

## Historia
Początki Nyhavn sięgają 1670 i czasów króla Chrystiana V, kiedy kanał łączący Kongens Nytorv z morzem był wykorzystywany do rozładunku towarów i kutrów rybackich. Przy Nyhavn (pod numerami 67, 18 i 20) mieszkał Hans Christian Andersen. 
Najstarszy dom przy Nyhavn jest oznaczony numerem 9 i wybudowany został w roku 1681; jego wygląd i architektura nie zmieniły się aż do XXI w.

## Współczesność
Ulica składa się z dwóch nadbrzeży, zwanych „stroną słoneczną” i „stroną cienia”. „Strona słoneczna” pełniła aż do lat 60. XX w. rolę dzielnicy domów publicznych. Od lat 70. ulica jak i otaczająca ją dzielnica stała się modnym miejscem zamieszkania, jak też atrakcją turystyczną. Obecnie kanał jest wykorzystywany przez statki turystyczne, a także jako miejsce ekspozycji drewnianych statków z lat 1780–1810. Nyhavn m.in. nazywana jest żartobliwie „najdłuższym otwartym barem w Skandynawii” z licznymi kawiarniami, pubami i restauracjami. Działa tu również marina.
Na Nyhavn znajduje się Mindenakeret – wzniesiona w roku 1951 pamiątkowa kotwica upamiętniająca 1700 duńskich marynarzy, którzy zginęli podczas drugiej wojny światowej. Corocznie w dzień wyzwolenia Danii, 5 maja, odbywa się tu oficjalna ceremonia ku uczczeniu ofiar wojny.
Na Nyhavn odbywa się coroczny targ świąteczny, a ulica jest świątecznie udekorowana.

## Komunikacja
W pobliżu Nyhavn znajduje się stacja metra kopenhaskiego Kongens Nytorv.